# Sandwich, Massachusetts
Sandwich är en kommun (town) i Barnstable County, Massachusetts, USA, med 20 675 invånare (2010). Den har enligt United States Census Bureau en area på 114,5 km².